# Oliver Bayer

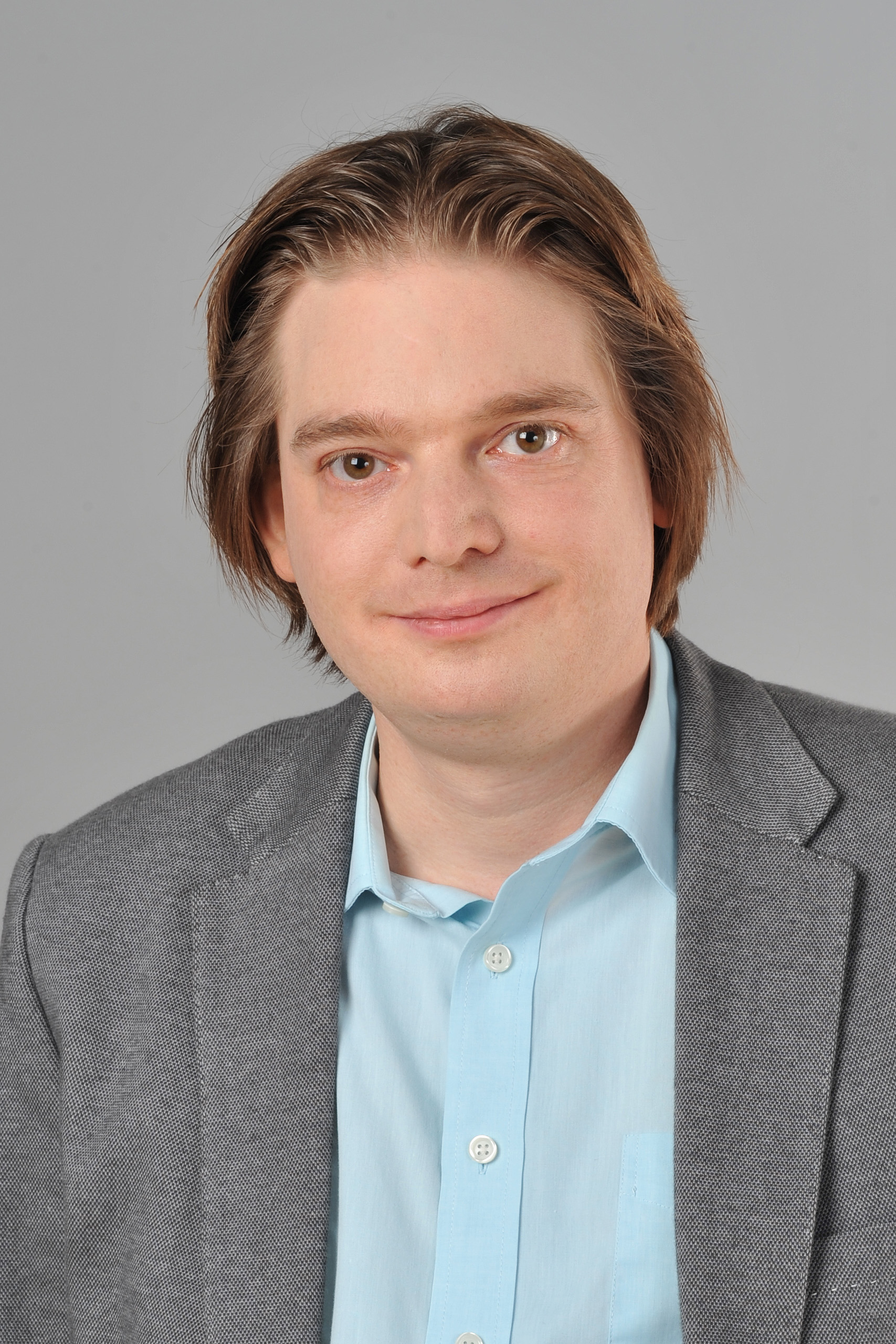
Oliver Bayer

Oliver Bayer (* 8. Januar 1977 in Lahn) ist ein deutscher Politiker der Piratenpartei und Informationswissenschaftler. Er war nach den Landtagswahlen 2012 für eine Legislaturperiode Mitglied im nordrhein-westfälischen Landtag.

## Leben
Oliver Bayer wuchs in Bielefeld auf und machte 1997 sein Abitur. Er studierte Geographie, sowie Informationswissenschaften und Medienwissenschaften an der Universität Düsseldorf. Im Jahr 2007 machte er seinen Magister-Abschluss. Bayer arbeitete bis 2012 im Bereich Unternehmensorganisation und Datenverarbeitung beim Verein Deutscher Ingenieure.

## Politische Karriere
Zwischen 2005 und 2008 war er Mitglied in der Kleinpartei Unabhängige Kandidaten für Direkte Demokratie & bürgernahe Lösungen.
Im Jahr 2009 wurde Bayer Mitglied der Piratenpartei. Bayer war bis Dezember 2012 erster Vorsitzender des Kreisverbands der Piratenpartei Düsseldorf. Bei der Landtagswahl 2012 zog er über den Listenplatz 19 in den Landtag NRW ein. Bayer war Vorsitzender der Enquete-Kommission zum Thema ÖPNV. Mit dem Ausscheiden seiner Partei aus dem Landtag verlor er 2017 sein Mandat. 

## Weitere Tätigkeit
Bayer war zeitweise Chefredakteur der Zeitschrift „Windgeflüster“, die im Bereich Fantasy und Rollenspiele tätig ist.